# Ater Majok
Ater James Majok (Jartum, Sudán, 4 de julio de 1987) es un jugador de baloncesto sudanés nacionalizado australiano y libanés, que pertenece a la plantilla de los Trotamundos de Carabobo de la Superliga Profesional de Baloncesto de Venezuela. Representó al Líbano a nivel internacional. Con 2,08 metros de estatura, juega en las posiciones de ala-pívot y pívot.

## Trayectoria deportiva

### Universidad
Jugó una temporada en los Huskies de la Universidad de Connecticut, en la que promedió 2,3 puntos, 3,0 rebotes y 1,6 tapones por partido.

### Profesional
Fue elegido en la quincuagésimo octava posición del Draft de la NBA de 2011 por Los Angeles Lakers, pero fue descartado, fichando primero por el FMV Isikspor Istanbul turco, donde jugó solo 7 partidos en los que promedió 13,9 puntos y 8,6 rebotes por partido, antes de hacerlo por los Perth Wildcats de la liga australiana, promediando 7,5 puntos y 2,9 rebotes, de donde pasó a los Gold Coast Blaze, donde en 6 partidos hizo 2,8 puntos y 2,6 rebotes de media.
En 2011 fichó por el BK SPU Nitra eslovaco, donde jugó una temporada en la que promedió 11,2 puntos y 7,8 rebotes, ganando la competición de copa. De ahí pasó al BC Tsmoki-Minsk bielorruso, donde bajó sus estadísticas a 5,5 puntos y 4,5 rebotes, y tras u breve paso por Corea del Sur, fichó por el BG 74 Göttingen alemán, con el que se proclamó campeón de la Segunda División, logrando el ascenso a la BBL. Promedió 4,3 puntos y 3,3 rebotes por partido.
En 2014 regresó a los Estados Unidos para jugar en el filial de los Lakers, Los Angeles D-Fenders de la NBA D-League, donde en una temporada promedió 5,7 puntos, 5,3 rebotes y 2,8 tapones, acabando como cuarto mejor taponador de la liga.
En septiembre de 2015 fichó por el Trefl Sopot polaco.
[actualizar]
El 30 de agosto de 2021, firma por el Beirut Club de la Liga del Líbano.
En octubre de 2021, regresa a Túnez a firmar por el Ezzahra Sports.
El 2 de marzo de 2022, firma con el US Monastir tunecino para la temporada 2022 de la BAL, su segunda participación en dicha competición. Consigue el campeonato y es nombrado Mejor defensor, e incluido en los mejores quintetos de la liga y defensivo.
Jugó la temporada 2023 de la BAL con el equipo angoleño Petro de Luanda y el Road to BAL 2023 como parte del club libio Al-Ahly Bengasi, habiendo también ese año disputado el tramo final del campeonato ruandés con los Patriots BBC.
Majok jugó brevemente con el Sagesse de Líbano en la liga local y en la West Asia Super League entre diciembre de 2023 y enero de 2024, pasando en febrero de 2024 a las filas del US Monastir tunecino.
En noviembre de 2024 se unió al equipo keniata Nairobi City Thunder para disputar el Africa Champions Clubs Road to BAL. En abril del año siguiente, tras jugar con el Sagesse en la West Asia Super League y con el Zakho en las finales de la Superliga de Irak, firmó con el equipo senegalés ASC Ville de Dakar para disputar la temporada 2025 del BAL. Con la eliminación de su equipo del torneo, migró hacia Venezuela, donde se unió a los Trotamundos de Carabobo de la Superliga Profesional de Baloncesto de Venezuela.

## Selección nacional
Majok forma parte de la selección de baloncesto de Líbano desde 2017, participando del equipo en calidad de jugador nacionalizado. 